# Ougrée
Ougrée is een dorp in de Belgische provincie Luik en een deelgemeente van de stad Seraing. De plaats ligt ten zuiden van de stad Luik. Tot 1977 was Ougrée een zelfstandige gemeente. Bij de fusie werd de wijk Sclessin afgestaan aan de stad Luik en de rest ging deel uitmaken van de stad Seraing. Ougrée bestaat uit de wijken Ougrée-Bas, Ougrée-Haut.

## Staalindustrie
Ougrée is vooral bekend omwille van de zware staalindustrie (staalfabriek Cockerill-Ougrée die opgegaan is in de staalgroep Cockerill-Sambre, tegenwoordig ArcelorMittal-groep).

## Bezienswaardigheden
- De Sint-Theresiakerk (Église Sainte-Thérèse de l'Enfant Jésus) is een expressionistisch kerkgebouw van 1935-1936.
- De Sint-Antonius van Paduakerk (Église Saint-Antoine de Padoue) is een kerkgebouw met art deco-stijlelementen en een naastgebouwde achtkante klokkentoren.'
- De Sint-Martinuskerk werd gebouwd in 1973-1976 naar ontwerp van Fernand Crahay. Geheel gebouwd in beton, in een stijl die aan brutalisme doet denken, in complexe vorm met een regelmatige achthoek als kerkzaal waarin het altaar centraal staat. Deze kerk verving een eerder kerkgebouw aan de Maasoever dat moest wijken voor de bouw van een brug.

## Natuur en landschap
Ougrée kende veel zware industrie, met name van Cockerill. Het meeste daarvan is verdwenen. Ook was er een steenkoolmijn ten westen van de plaats, waar zich ook een terril bevindt met een top op 249 meter. Ougrée ligt aan de Maas. De hoogte aan de Sint-Martinuskerk bedraagt 96 meter.

## Demografische ontwikkeling
- Bronnen:NIS, Opm:1831 tot en met 1970=volkstellingen; 1976 = inwoneraantal op 31 december

## Bekende inwoners
- Albert Mockel (1866-1945), dichter en literatuurcriticus
- Alice Adère (1902 - 1977), politica
- Armand Boileau (1916-2004), taalkundige
- Christian Piot (1947), voormalig voetbaldoelman
- Claude Eerdekens (1948), politicus
- Laurette Onkelinx (1958), politica
- Michel Preud'homme (1959), voormalig voetbaldoelman, huidig trainer
- Gilbert Bodart (1962), voormalig voetbaldoelman
- Mustapha El Karouni (1968-2021), politicus en advocaat
- Michaël Goossens (1973), voormalig voetballer
- Christie Morreale (1977), politica

## Nabijgelegen kernen
Seraing, Sclessin, Sart-Tilman, Boncelles
Deelgemeenten: Boncelles · Jemeppe-sur-Meuse · Ougrée

Belgische gemeenten · arrondissement Luik · provincie Luik · Wallonië